# Lelu (eiland)

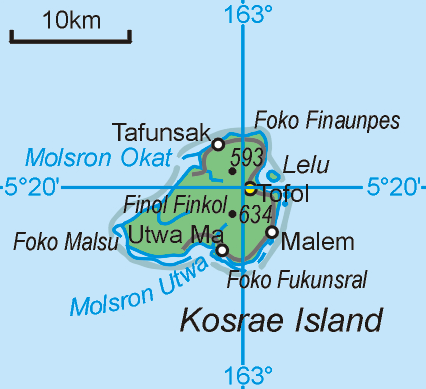
Het eiland Lelu bevindt zich vlak voor de kust van Kosrae.

Lelu is een eiland in Micronesia, behorend tot de deelstaat Kosrae. Het is een klein eiland, dat zich vlak voor de noordoostkust van het hoofdeiland Kosrae bevindt. Het behoort tot de gemeente Lelu, die zowel het gelijknamige eiland Lelu als een deel van Kosrae omvat. De hoofdplaats van de gemeente, eveneens Lelu geheten, bevindt zich op het eiland.
- Gemeinsame Normdatei: 4352095-9